# Newton Heath
Newton Heath è una zona della città britannica di Manchester che sorge 4,5 km a nord-est del centro cittadino. Aveva una popolazione di 9 883 nel 2008.
Storicamente parte del Lancashire, vide in un primo momento la presenza di fattorie, ma dopo la rivoluzione industriale divenne sede di industrie metalmeccaniche, tessili e minerarie, nella fertile zona di Clayton Vale e Bradford.
Newton Heath deve il proprio nome all'inglese arcaico, con il significato di "nuova città sulla brughiera" (new town on the heath). La brughiera in questione si estendeva da Miles Platting a Failsworth ed era delimitata da ruscelli e fiumi su tutti e quattro i lati, il Medlock, il Moston, il Newton e lo Shooters.
La nota squadra di calcio del Manchester United F.C. ha legami storici con la zona, essendo nata sulle ceneri del Newton Heath Lancashire and Yorkshire Railway Football Club.